# جون دبليو. نورتن
جون دبليو. نورتن (بالإنجليزية: John W. Norton)‏ هو رسام أمريكي، ولد في 7 مارس 1876، وتوفي في 7 يناير 1934.

## معرض صور

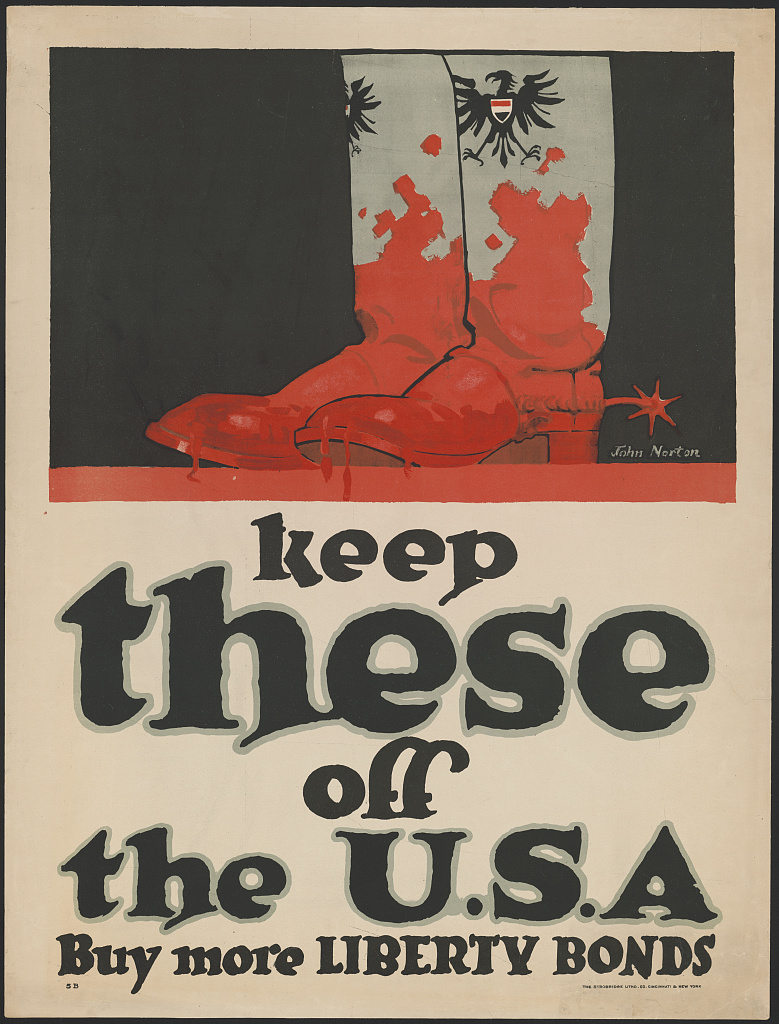
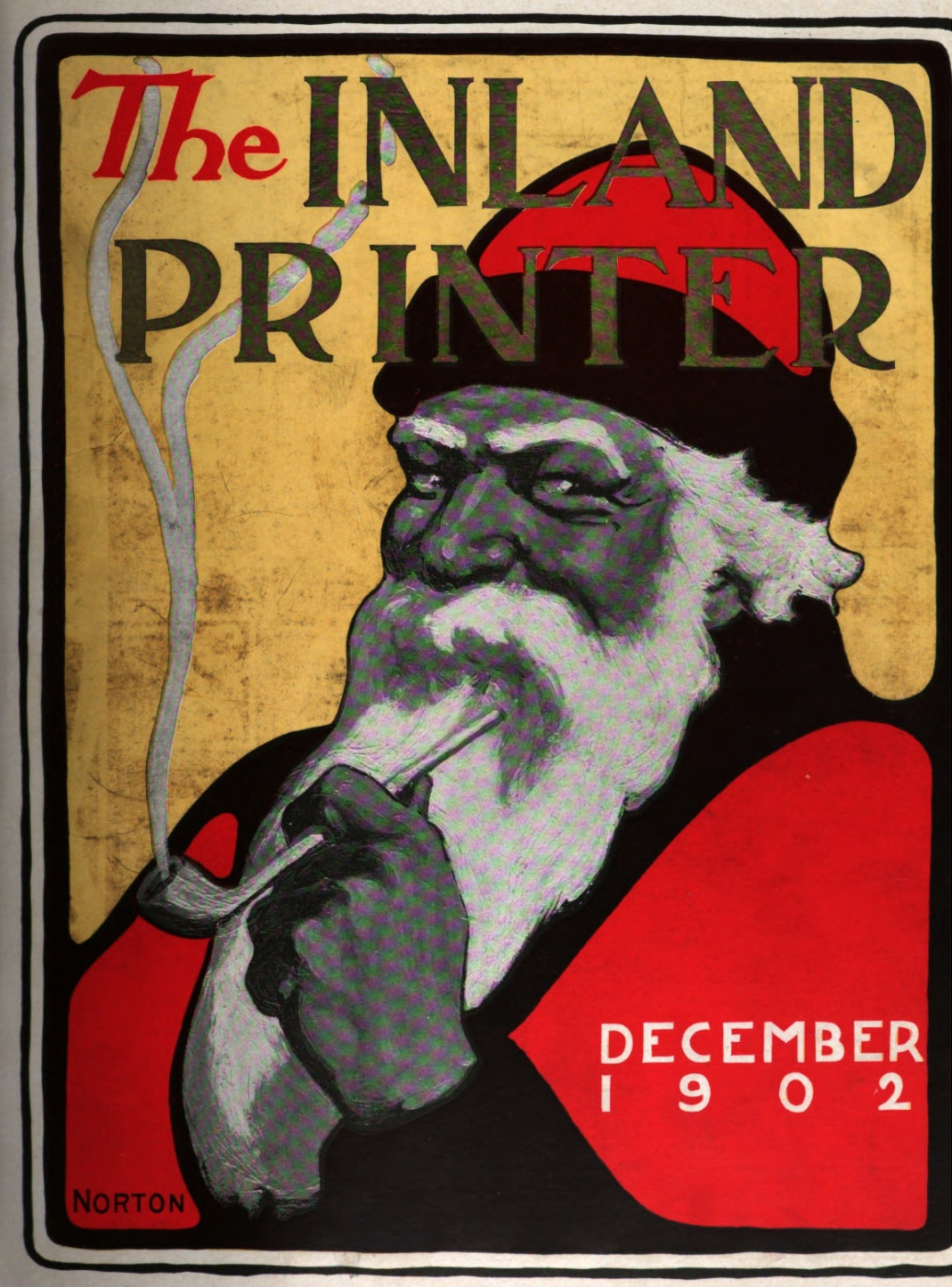
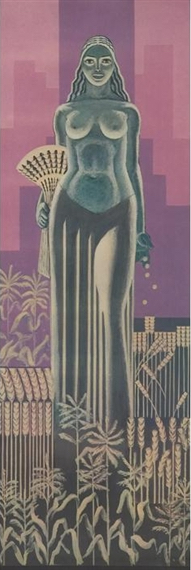